# Dearomatizace
Dearomatizace je organická reakce, při které se mění aromatické sloučeniny na nearomatické. Dearomatizace mají využití v organické syntéze, například při totálních syntézách.
 Je známa řada způsobů dearomatizace karbocyklických arenů, jako jsou hydrogenace (Birchova redukce), alkylační dearomatizace, fotochemické, tepelné a oxidační dearomatizace, či dearomatizace katalyzované kovy nebo enzymy.

## Fotochemické dearomatizace
Některé areny lze dearomatizovat fotochemicky, přičemž se vytvářejí produkty [2+2] a [2+4] cykloadicí.

## Enzymatické dearomatizace
K enzymům schopným dearomatizací patří toluendioxygenáza, naftalendioxyhydrogenáza a benzoyl-CoA-reduktáza.

## Dearomatizace katalyzované přechodnými kovy
Příkladem dearomatizace katalyzované přechodným kovem může být Buchnerovo rozšiřování kruhu. Při enantioselektivních syntézách se používají katalytické asymetrické dearomatizace.